# Tabernacle (meuble)
Pour les articles homonymes, voir Tabernacle.

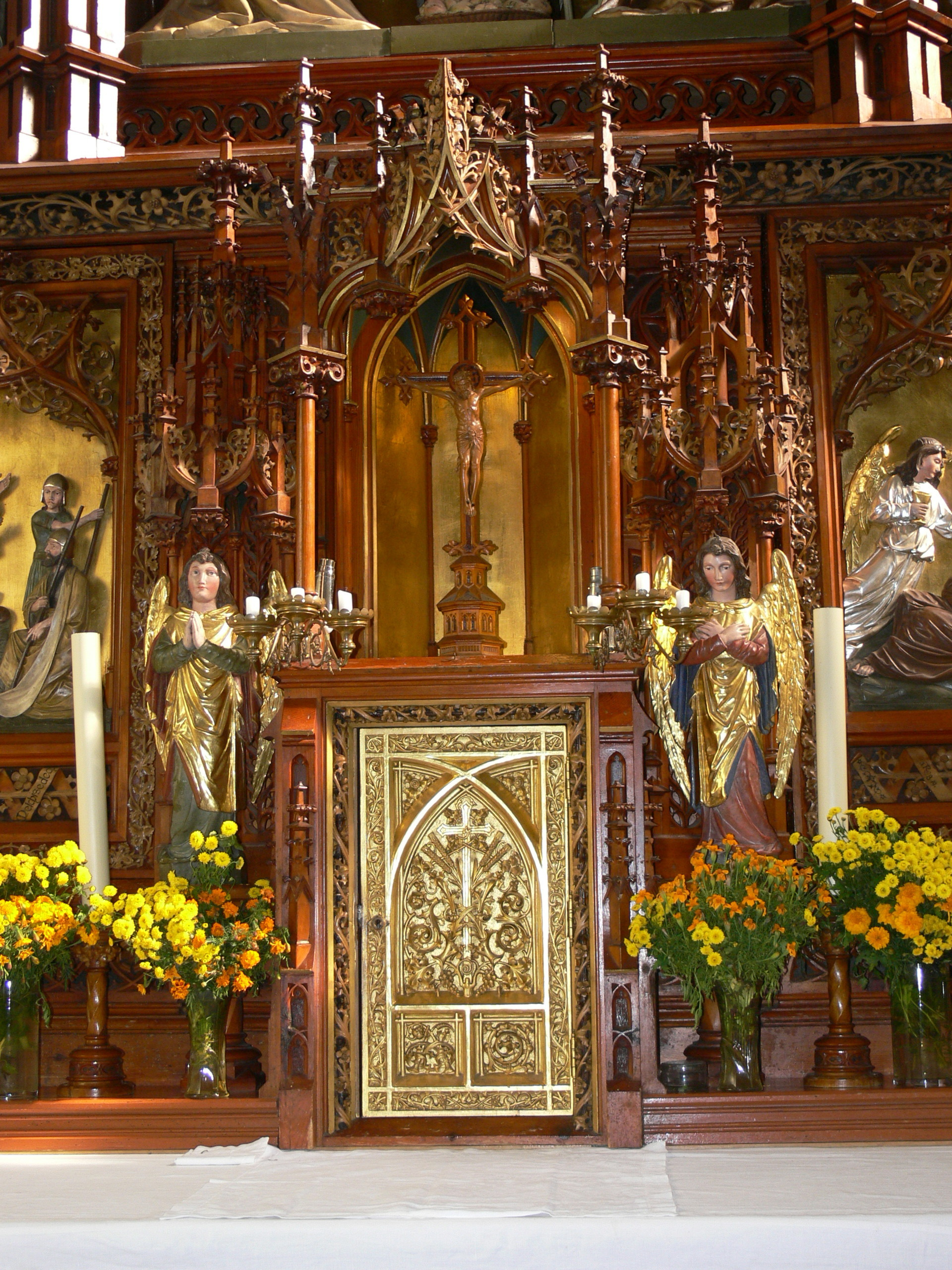
Tabernacle de l'église Saint-Nicolas de Haslach, en Autriche : l'armoire eucharistique est surmontée d'un dais d'exposition servant à présenter le Saint Sacrement.

Le tabernacle est, dans une église catholique, le meuble qui abrite le ciboire contenant les hosties consacrées au cours de la messe. Il peut être réalisé en bois, en métal, en pierre. Il est en général placé derrière l’autel. Le nom de ce meuble est une référence au tabernacle dans la Bible, demeure de la présence de Dieu.

## Histoire

### Les premiers siècles du christianisme

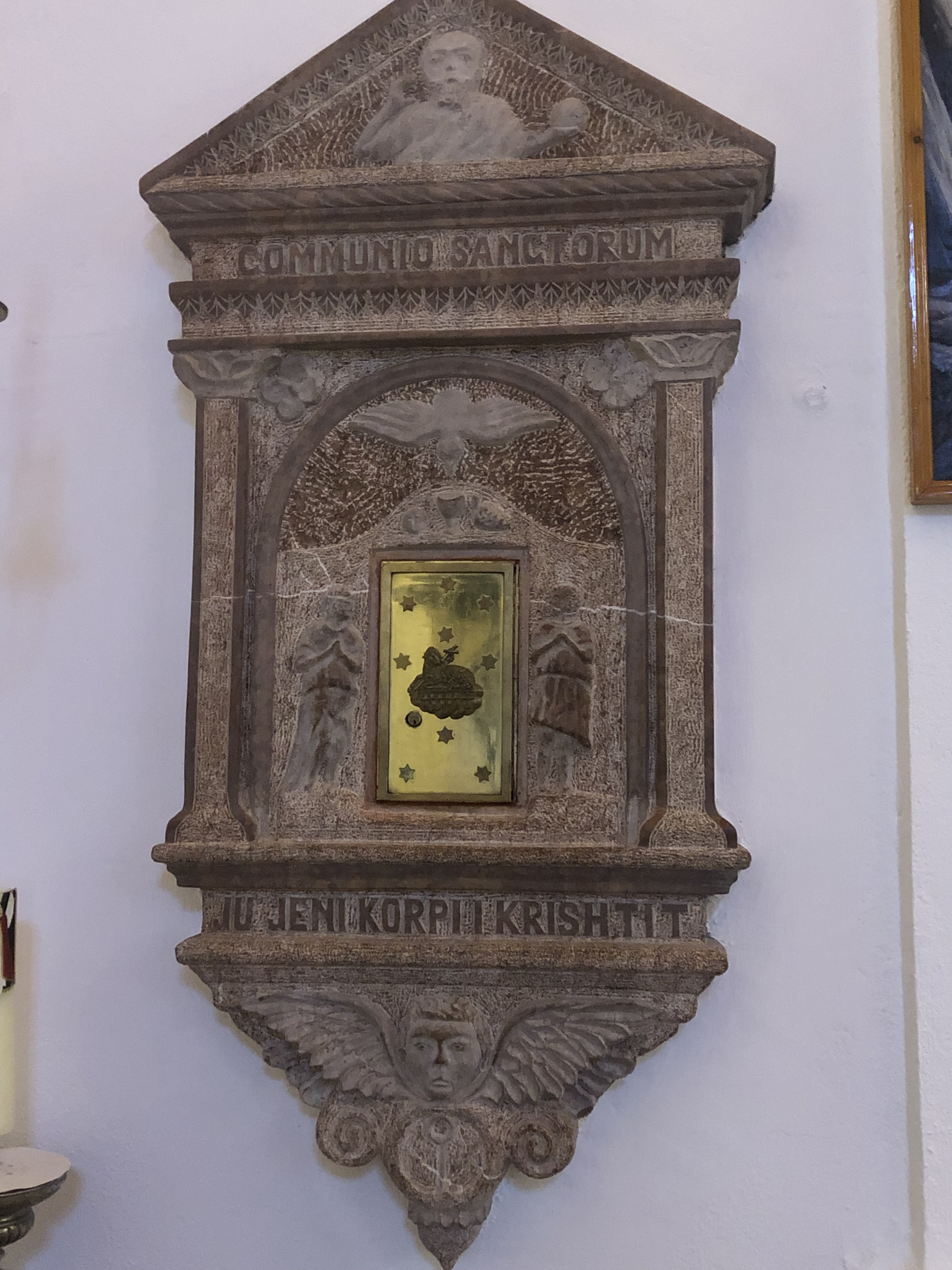
Tabernacle armarium détaché de l'autel (église du Rédempteur de Rubik).

Les hosties consacrées mais non consommées  sont conservées dès les premiers temps du christianisme : ainsi au temps des persécutions, les chrétiens conservaient l'Eucharistie dans leurs habitations dans de petits vases ou de petites boîtes. L'objet de cette conservation était la consommation du pain consacré les jours sans célébration eucharistique et le viatique des mourants. Le premier concile de Nicée dispose ainsi dans son 13e canon: « On doit observer à l'égard des mourants l'antique et traditionnelle loi de ne pas priver du dernier et si nécessaire viatique celui qui est près de mourir. » 
Cette habitude disparaîtra progressivement pour s'éteindre tout à fait au début du VIe siècle, tandis que les espèces consacrées seront de plus en plus conservées dans les basiliques où elles peuvent être proposées à la vénération des fidèles. Le mode de réserve est alors un armarium ou sacrarium, armoire latérale modeste placée à gauche ou à droite du chœur. De nombreuses églises romaines ont gardé cette disposition, comme la basilique Saint-Clément.

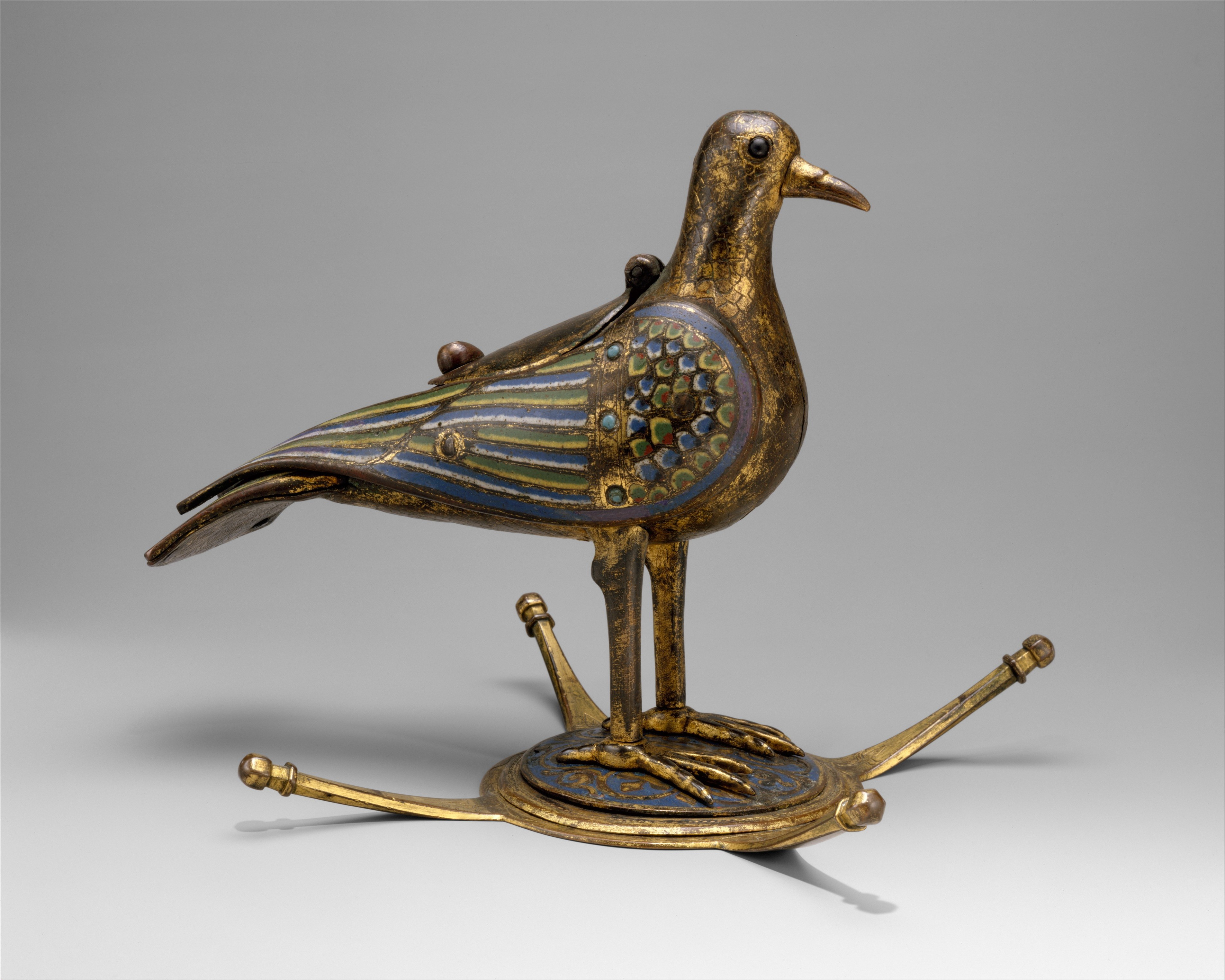
Colombe eucharistique en émail de Limoges.

Le pain eucharistique pouvait aussi être conservé dans un objet en forme de colombe appelé colombe eucharistique; on l'introduisait à travers une petite ouverture pratiquée sur le dos de la colombe et soigneusement fermée par un couvercle à charnière. La colombe elle-même était sans doute incluse dans un réceptacle en forme de tour. Tour et colombe étaient suspendues au moyen de petites chaînes, au centre du ciborium, baldaquin surmontant l’autel. La tour était habituellement en argent et la colombe en or. Le pavillon d'étoffe entourant la tour faisant penser à une tente, il est à l'origine du mot tabernacle, qui signifie tente en latin.
L'empereur Constantin est connu pour avoir offert une telle colombe à la basilique Saint-Pierre de Rome, et Basile de Césarée pour en avoir commandé une pour sa cathédrale. Ce mode de conservation de l'Eucharistie est encore très courant au Moyen Âge, et perdure même longtemps, quoique de manière minoritaire: la cathédrale d'Amiens dispose d'une colombe du XIXe siècle, laquelle remplace un ciboire suspendu du XVIIIe siècle

### Évolution de la réserve eucharistique en Occident
À l'époque romane, les types de réserve eucharistique se diversifient : un nouveau réceptacle, sorte de boîte ronde ou carrée, la pyxide, vient concurrencer les précédents ou parfois s'y ajouter. La réserve peut être encore suspendue au-dessus de l'autel, avec d'autres modes de fixation, parfois rangée dans une armoire ou un lieu réservé : le secretarium (sacristie).
Dans le monde germanique, dès le VIIIe siècle, sont mentionnées des sacraires ou armoires reliquaires en forme de tourelles, dont la forme sera reprise par la suite pour signaler le lien de la réserve eucharistique. On en observe aussi dans la moitié nord de la France à la fin du Moyen Âge. Ces tourelles pouvaient être ajourées ou complètement closes. Elles étaient le plus souvent placées latéralement contre un mur, avant de se déplacer dans l'axe de l'église et de l'autel. Elles tombent progressivement en désuétude aux XVIe et XVIIe siècles, supplantées par le tabernacle italien.

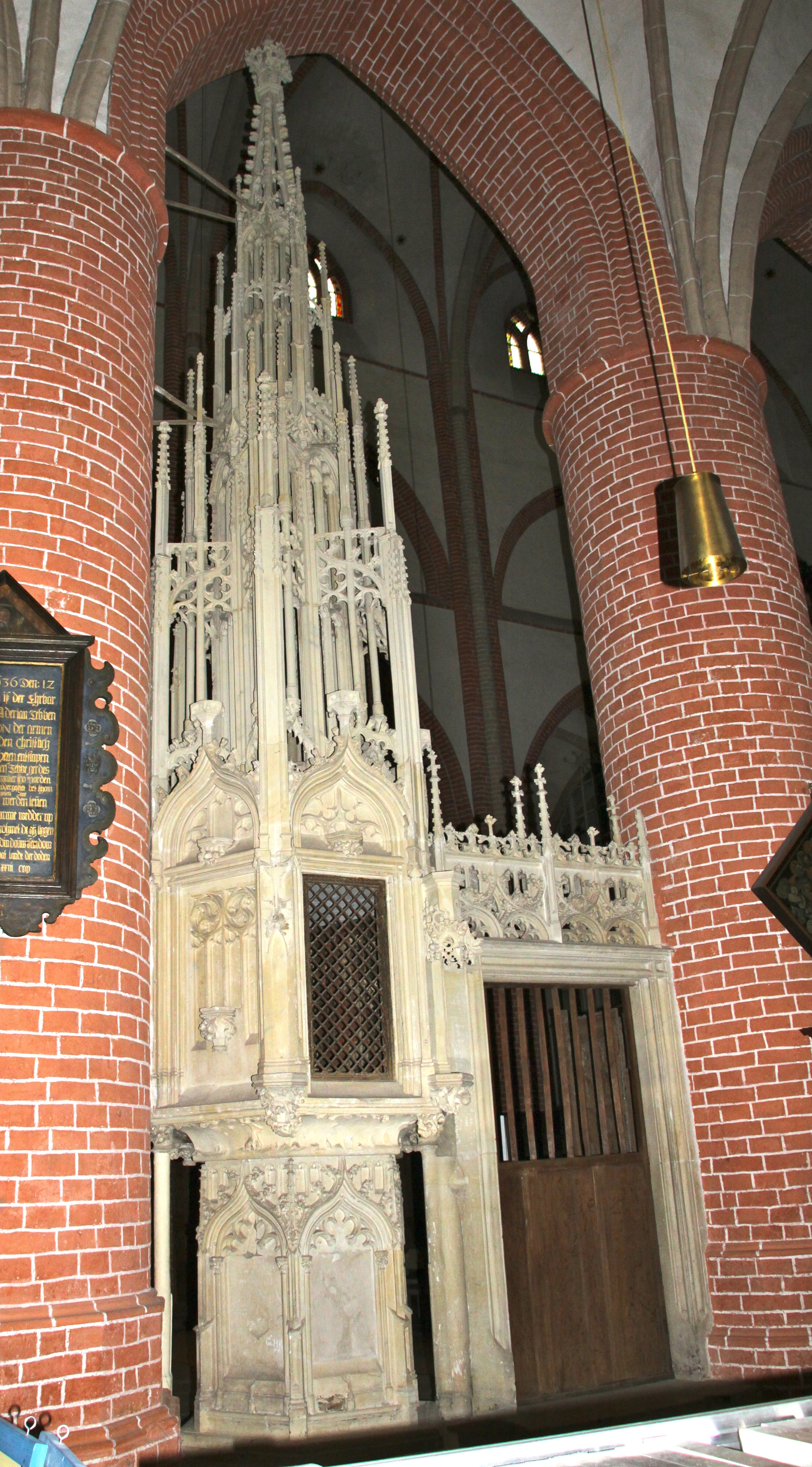
Tour eucharistique, église Saint-Ludger de Norden.

L'évolution des coutumes se poursuit à la période gothique : on voit quelquefois les réceptacles placés sous l'autel. Mais surtout, l'habitude se répand de conserver l'Eucharistie sur l'autel même, habitude apparue en Occident au IXe siècle. Ainsi, à Paris, l'évêque Eudes de Sully prescrit de « garder le très saint corps du Christ dans la plus belle partie de l’autel, sous clef si possible ». Une ouverture circulaire ou en forme de trèfle, fermée par une grille, permettait aux fidèles d’adorer en tout temps, de l’extérieur, le Saint Sacrement. Une lampe allumée devant l’ouverture indiquait de loin le lieu où étaient conservées les espèces sacrées.
À partir du XIVe siècle, se répand, depuis le nord de l'Europe, un élément architectural pleinement détaché, l'« édicule eucharistique » qui réalise  une sorte d’exposition permanente du Saint Sacrement devant les fidèles. C'est une construction monumentale en forme de tour au sommet de laquelle est exposée l’hostie consacrée, placée dans un vase transparent. Ce développement s'accompagne d'une mise en valeur plus importante de l'adoration de l'Eucharistie dans l'Église latine, avec l'apparition de l'ostensoir, le développement des processions eucharistiques et l'institution de la Fête-Dieu.

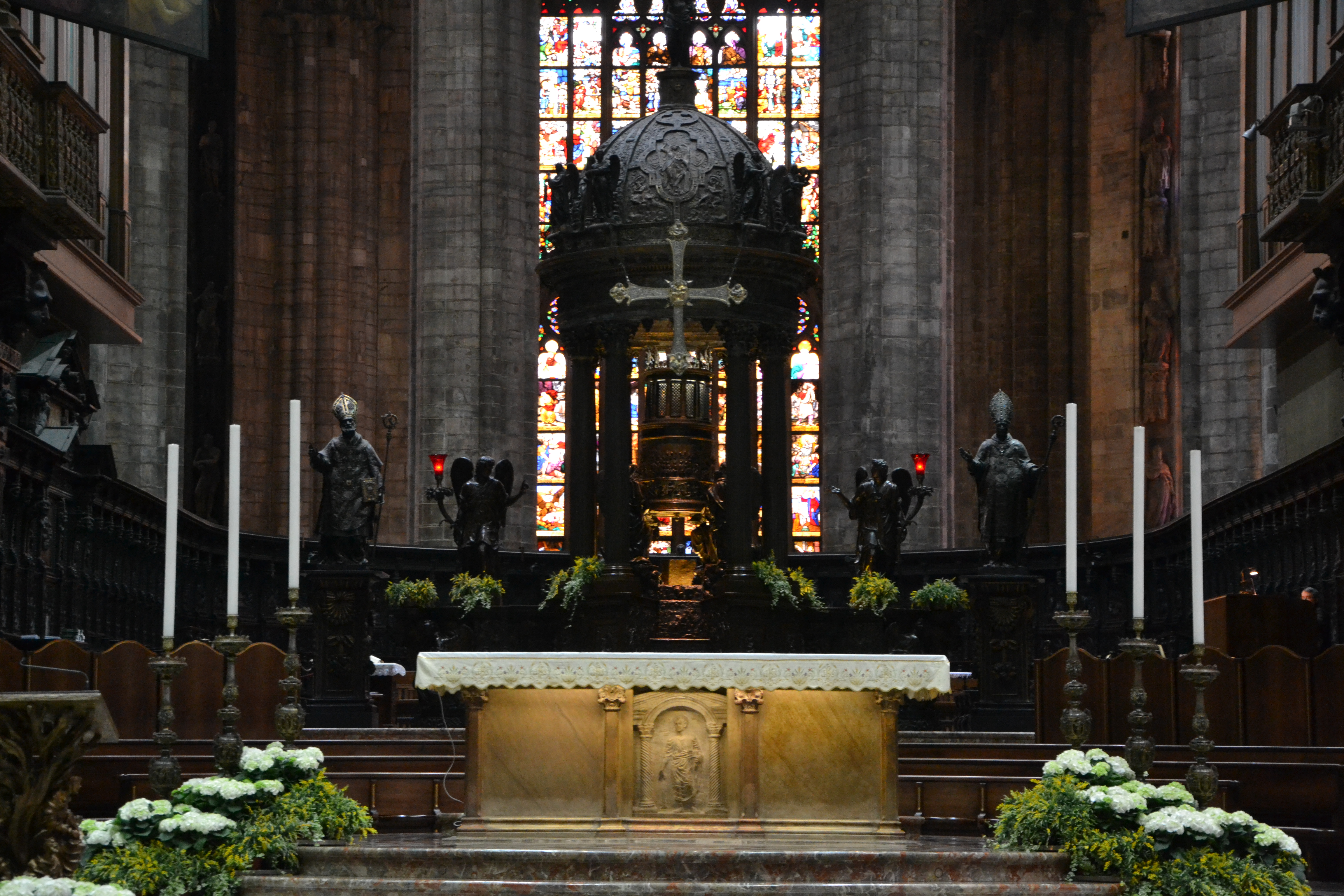
Tabernacle du Dôme de Milan.

En réaction à la Réforme protestante, et notamment aux doctrines niant la permanence de la présence réelle du Christ dans les espèces eucharistiques, la doctrine catholique est réaffirmée avec vigueur. Se développe alors l’habitude de placer le tabernacle, bien en vue, sur le maître-autel. Il est flanqué de marches (habituellement disposées sur trois ordres) sur lesquelles sont posés des chandeliers permettant d’allumer des cierges. Il a le plus souvent la forme d’une petite maison et forme la partie la plus ornée de l'autel, plus que la table elle-même. Charles Borromée, archevêque de Milan et figure majeure de la Réforme catholique préconise ce mode de conservation et transforme le mobilier de sa cathédrale en accord avec ses principes. Les décrets des différents synodes diocésains milanais connaissant par la suite une grande diffusion dans l'occident catholique, ce mode de conservation de l'Eucharistie devient très majoritaire dans l'Église latine à partir du XVIe siècle. Avec le développement de l'art baroque, le retable offre au tabernacle un cadre de gloire le mettant en valeur.

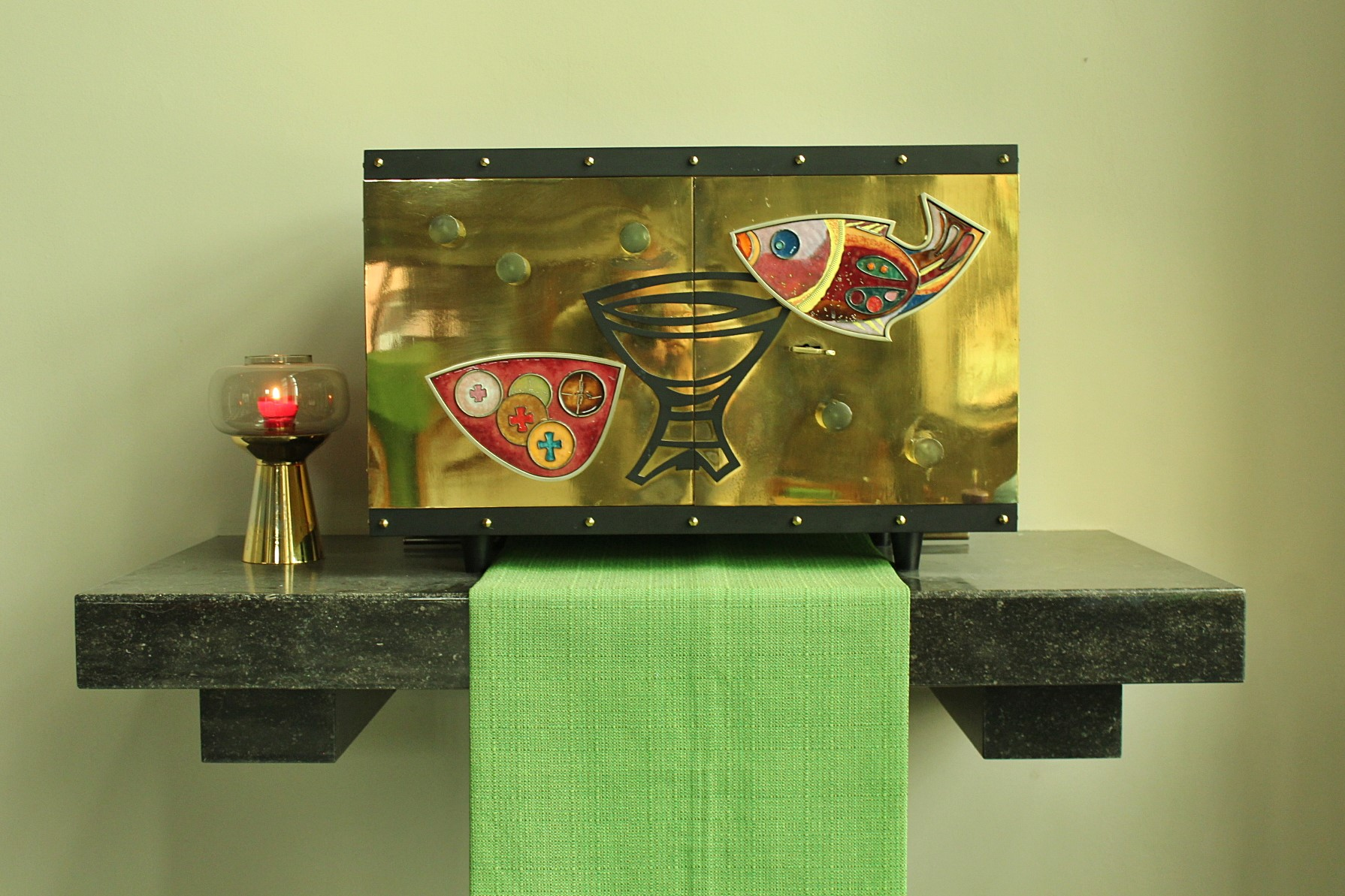
Tabernacle contemporain.

La réforme liturgique conséquente au concile Vatican II cause un important bouleversement du mobilier liturgique. La messe pouvant désormais être célébrée face au peuple, il n'est plus souhaitable que le tabernacle se trouve sur l'autel principal. Dans les églises nouvellement construites, les choix le plus fréquent sont un retour à l'armoire murale, ou la construction d'une tourelle eucharistique, aménagées soit dans le chœur, soit dans une chapelle spécialement dédiée, et permettant la dévotion silencieuse.

## Église catholique

### La présence réelle
Le cadre dans lequel vient s'inscrire le rôle du tabernacle est celui de la théologie de l'Eucharistie de l'Église catholique. Selon la doctrine de la transsubstantiation, par la consécration effectuée au cours de la messe, les hosties et le vin sont « réellement, vraiment et substantiellement » transformés ou convertis en corps et sang du Christ, tout en conservant leurs caractéristiques physiques ou espèces (texture, goût, odeur : les apparences) initiales : elles deviennent le Saint-Sacrement. Le tabernacle, aussi appelé réserve eucharistique, est donc le lieu le plus sacré dans une église puisqu'il renferme les hosties consacrées. 
Pour témoigner de la « présence réelle » du Christ dans le Saint-Sacrement, un voile recouvre le tabernacle : c'est le conopée. En outre, le droit canonique précise qu'une lampe du sanctuaire reste allumée à côté du tabernacle (lampe à huile dans les premiers temps de l'Église puis devenue souvent électrique de nos jours, elle comporte un récipient en verre, généralement de couleur rouge, dans lequel brûle une veilleuse). On salue d'ordinaire le Saint-Sacrement en effectuant une génuflexion devant le tabernacle, en signe d'adoration. L'instruction Inæstimabile donum détermine qu'« il faut donner une âme à ce geste. Afin que le cœur s'incline avec un profond respect devant Dieu, la génuflexion ne sera faite ni d'une manière empressée ni d'une manière distraite. »

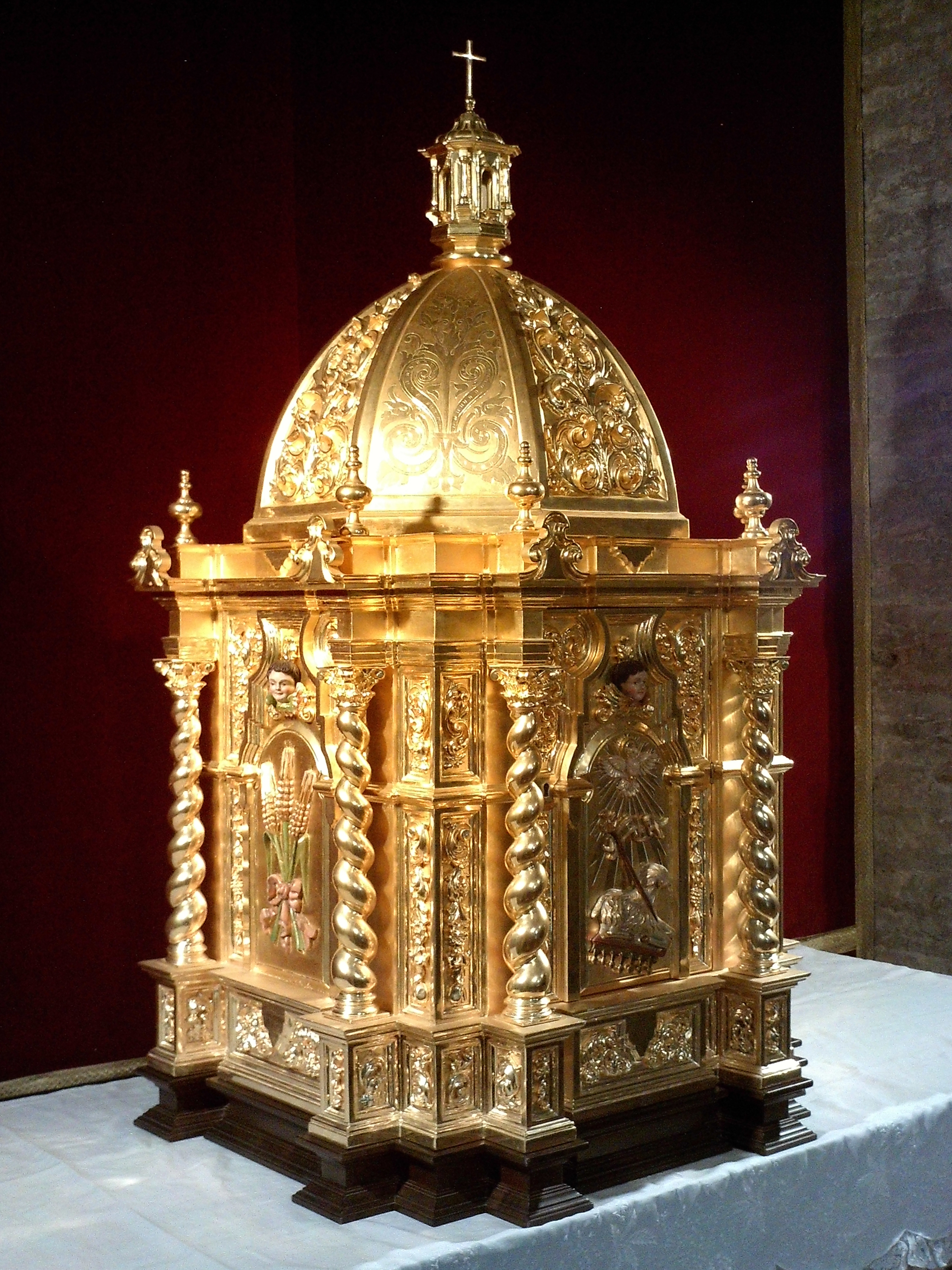
Tabernacle baroque de l'église Santa Marina à Séville, en Andalousie.
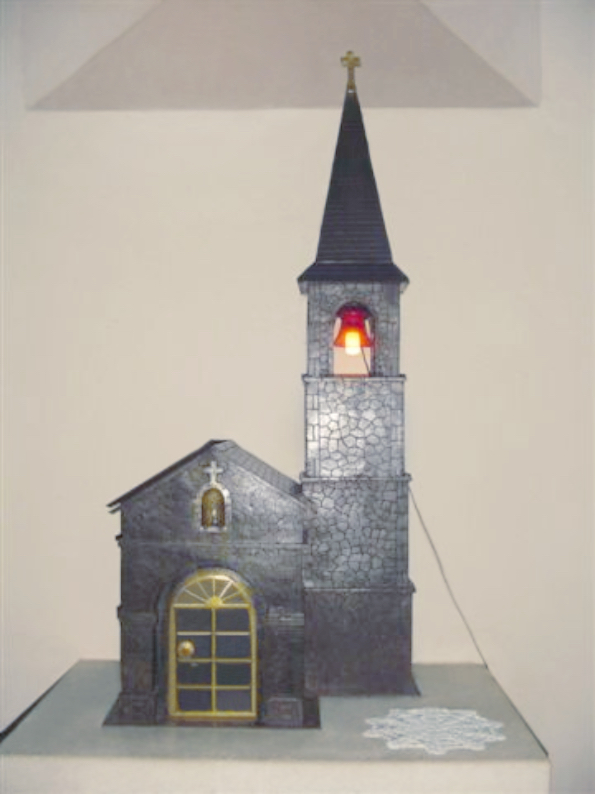
Tabernacle en fer embouti dans l'église Saint-Hilaire de Moulin-Mage dans le Tarn (dont il reproduit le clocher et le porche), avec la veilleuse allumée.
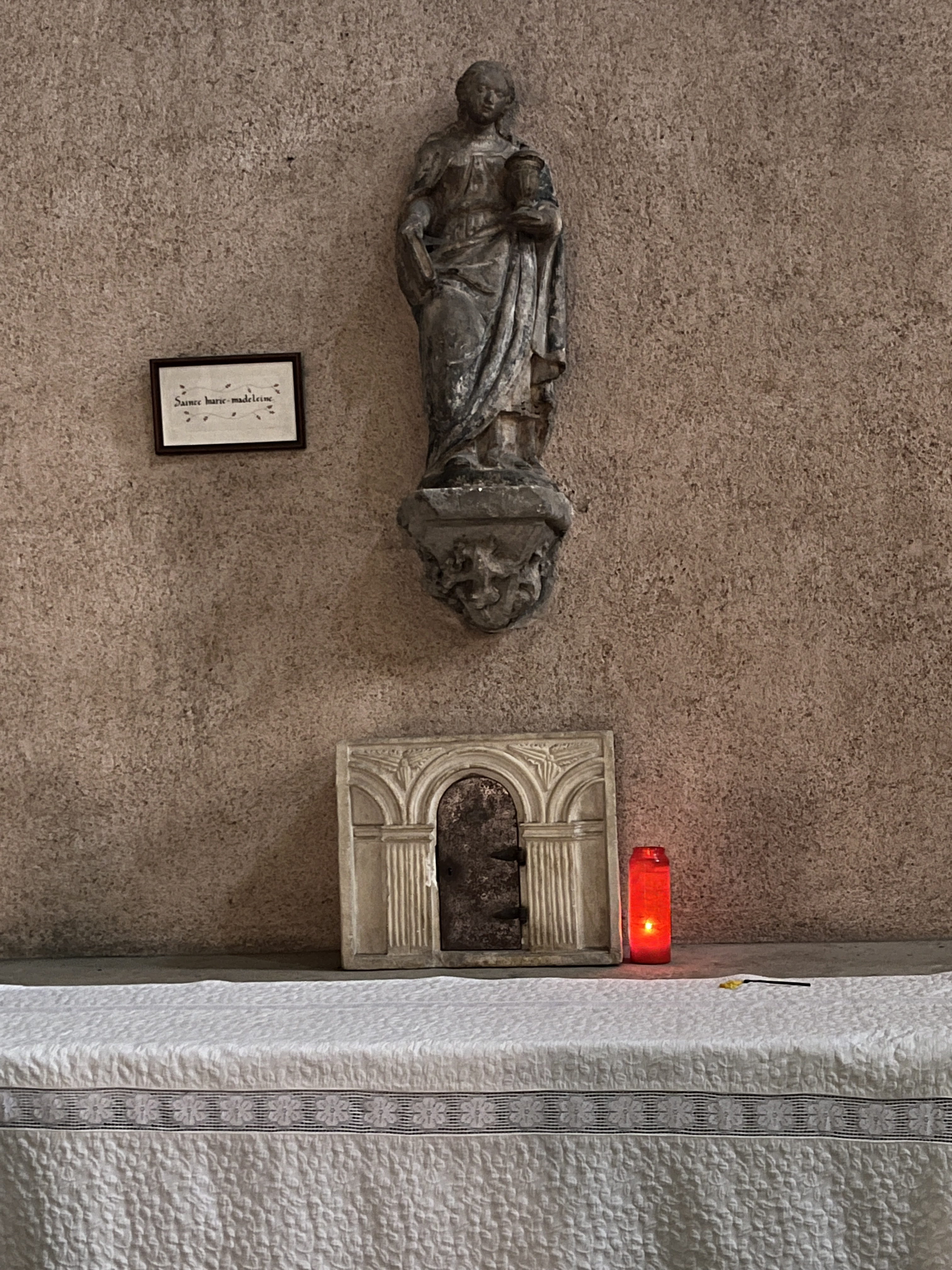
Lumière rouge près du tabernacle.

### Les normes concernant le tabernacle
Le Missel romain précise les normes relatives à la réserve eucharistique : le tabernacle doit être « placé dans un lieu très noble, insigne, bien visible, bien décoré et permettant la prière ». Il est prévu un rituel de bénédiction au moment de la mise en place d'un tabernacle.
Pour l'Église catholique, l'autel est le lieu du sacrifice eucharistique, qui est le centre de la messe. Par opposition à la pratique antérieure au concile Vatican II, il devient donc classique, dans les églises aménagées après 1969, de placer le tabernacle dans un oratoire adapté à l'adoration et à la prière personnelle des fidèles. Pour la même raison, dès que la messe est commencée, c'est l'autel qui est salué, et non plus le tabernacle.